# Dasyprocta prymnolopha
Dasyprocta prymnolopha és una espècie de mamífer rosegador de la família dels dasipròctids. És endèmic del nord-est del Brasil. El seu hàbitat natural són els matollars semiàrids de la caatinga. És una espècie en risc mínim, és a dir, no sembla que hi hagi cap amenaça significativa per a la seva supervivència.
Els exemplars adults mesuren aproximadament 40 cm de llargada i pesen uns 2 kg. Tenen la reputació de ser animals ràpids i infatigables.